# Delta (Kolorado)
Delta – miasto w Stanach Zjednoczonych, w stanie Kolorado, siedziba administracyjna hrabstwa Delta.